# Pekarșciîna, Cerneahiv
Pekarșciîna (în ucraineană Пекарщина) este localitatea de reședință a comunei Pekarșciîna din raionul Cerneahiv, regiunea Jîtomîr, Ucraina.

## Demografie
Componența lingvistică a localității Pekarșciîna
     Ucraineană (99,71%)
     Alte limbi (0,29%)
Conform recensământului din 2001, majoritatea populației localității Pekarșciîna era vorbitoare de ucraineană (99,71%), existând în minoritate și vorbitori de alte limbi.